# Grigori Perelman
Grigori Iakovlevici Perelman (rusă Григорий Яковлевич Перельман; născut pe 13 iunie 1966) este un matematician rus-evreu. A fost născut la Leningrad, actualmente Sankt Petersburg, unde și trăiește. Este cunoscut pentru contribuțiile sale la geometria riemanniană și pentru faptul că a rezolvat conjectura lui Poincaré. În 2006 a fost decorat cu Medalia Fields, pe care însă a refuzat să o accepte.
Pe 18 martie 2010, a fost anunțat că el întrunește criteriile pentru a primi  Clay Millennium Prize pentru rezolvarea conjecturii Poincaré. La data de 1 iulie 2010, el a refuzat premiul de un milion de dolari, spunând că el consideră că contribuția sa la demonstrarea conjecturii Poincaré nu este mai mare decât cea a lui Richard Hamilton, care a introdus teoria Ricci flow cu scopul de a ataca Conjectura geometrizării.

## Lucrări
Disertație
- Перельман, Григорий Яковлевич (1990). Седловые поверхности в евклидовых пространствах (Saddle surfaces in Euclidean spaces): Автореф. дис. на соиск. учен. степ. канд. физ.-мат. наук (în rusă). Ленинградский государственный университет.

Research papers
- Burago, Yu. D.; Gromov, M. L.; Perelman, G. Ya. (1992). „A. D. Aleksandrov spaces with curvatures bounded below”. Russian Mathematical Surveys. 47 (2): 1–58. doi:10.1070/RM1992v047n02ABEH000877.
- Perelman, G. (1993). „Construction of manifolds of positive Ricci curvature with big volume and large Betti numbers” (PDF). Comparison Geometry. 30: 157–163. Accesat în 23 august 2006.
- Perelman, G. (1994). „Proof of the soul conjecture of Cheeger and Gromoll” (PDF). Journal of Differential Geometry. 40 (1): 209–212. MR 1285534. Arhivat din original (PDF) la 1 martie 2012. Accesat în 5 februarie 2014.
- Perelman, G. (1993). „Collapsing with No Proper Extremal Subsets”. Comparison Geometry. 30: 157–163.
- Perelman, G. (1994). „Elements of Morse theory on Aleksandrov spaces”. Saint Petersburg Mathematical Journal. 5 (1): 205–213.
- Perelman, G. Ya. (1994). „Extremal subsets in Alexandrov spaces and the generalized Liberman theorem”. Saint Petersburg Mathematical Journal. 5 (1): 215–227.

Proof of the geometrization conjecture
- Davoust, Emmanuel. "A hundred years of science at the Pic du Midi Observatory". arXiv:astro-ph/9707201
- Davoust, Emmanuel. "A hundred years of science at the Pic du Midi Observatory". arXiv:astro-ph/9707201
- Davoust, Emmanuel. "A hundred years of science at the Pic du Midi Observatory". arXiv:astro-ph/9707201